# 이문희 (소설가)
이문희(李文熙, 1932년 10월 2일 ~ 1990년 10월 7일)는 대한민국의 소설가이다. 본관은 경주(慶州)이며 충청남도 보령 출생이다.
1957년 《현대문학》에 소설 《우기(雨期)의 시(詩)》로 문단에 데뷔하였다.
그의 소설 가운데 《흑맥(黑麥)》이라는 작품은 1965년에 영화로도 제작되었다.